# Áldíszbogárfélék
Az áldíszbogárfélék (Schizopodidae) a rovarok (Insecta) osztályában a bogarak (Coleoptera) rendjébe, azon belül a mindenevő bogarak (Polyphaga) alrendjébe tartozó család. Legközelebbi rokonaik a díszbogárfélék. Nelson & Bellamy 1991-es munkája erősítette meg ismét családi státuszát, azonban több rendszer (Lawrence & Newton (1995)) nem ismeri el önálló családként.

## Elterjedésük
Nearktikus elterjedésű család, csak Észak-Amerika délnyugati részén fordulnak elő. A Schizopus nem fajai Nevada, Arizona és Kalifornia száraz területein találhatóak meg. A Dystaxia-fajok elterjedési területe Észak-Kaliforniára, míg a Glyptoscelimorpha-fajoké Dél-Kaliforniára korlátozódik.

## Megjelenésük, felépítésük
Közepes méretű bogarak (6,2-18,0 mm). Sokszor fémfényű, csillogó testük mérsékelten konvex, sima vagy pehelyszőrökkel borított. Fejük az előtornál keskenyebb, lefele álló. Szemeik nem kidudorodóak. 11- vagy 12-ízű csápjuk fonalas, néha az 5. íztől kezdődően enyhén vastagodhat. A csáp hátrahajtva az előtoron általában túlnyúlik Az első csápíz lényegesen rövidebb, mint a 2. Előtoruk trapéz alakú, hátrafelé hozzávetőlegesen egyenes vonalban szélesedik. Szárnyfedőjük közepétől hátrafelé keskenyedik, addig párhuzamos; pontsorok, bordák nem találhatóak rajta. Lábaik rövidek, lábfejeik 4. íze lebenyes. Lábfejképletük 5-5-5.

## Életmódjuk, élőhelyük
Imágók sivatagos élőhelyeken virágokon, leveleken találhatóak meg, nappali állatok. Lárváik a talajban, gyökerekkel táplálkoznak (ez a pleziomorf jelleg lényeges különbség a faanyagban, levelek belsejében fejlődő díszbogárféléktől).

## Rendszerezés
A díszbogárféléktől a lárvák életmódja, a hártyás szárnyak erezete, lebenyes negyedik lábfejízük és az ivarszervek szerkezete különíti el. Ennek ellenére önálló családi státusza nem elfogadott teljes körben.
DYSTAXIINI (Théry, 1929)
Dystaxia (LeConte, 1866)
Dystaxia elegans (Fall, 1905)
Dystaxia murrayi (LeConte, 1866)
Glyptoscelimorpha (Horn, 1893)
Glyptoscelimorpha juniperae (Knull, 1940)
Glyptoscelimorpha marmorata (Horn, 1893)
Glyptoscelimorpha viridis (Chamberlin, 1931)
SCHIZOPODINI (LeConte, 1866)
Schizopus (LeConte, 1858)
Schizopus laetus (LeConte, 1858)
Schizopus sallei (Horn, 1885)